# Campbell Money
Israel Campbell Money (* 31. August 1960 in Maybole) ist ein ehemaliger schottischer Fußballtorhüter und -trainer.

## Karriere

### Spieler
Campbell Money wurde 1960 in Maybole rund 15 Kilometer südlich von Ayr geboren. Bis zum Jahr 1978 spielte er für die Dailly Amateurs aus der gleichnamigen Ortschaft in South Ayrshire. Danach war er bis 1981 in den Jugendmannschaften des FC St. Mirren aktiv. Am 1. August 1981 spielte Money erstmals in der ersten Mannschaft in einem Vorbereitungsspiel gegen den FC Southampton. Hinter dem etablierten Billy Thomson blieb Money bis 1984 an der Love Street Ersatztorhüter. Als sich Thomson 1984 Dundee United anschloss wurde Money der neue Stammtorhüter der Saints. Mit Money im Tor gewann St. Mirren im Jahr 1987 das schottische Pokalfinale gegen Dundee United mit Thomson im Tor. Die Saints aus Paisley gewannen das Finale durch einen 1:0-Sieg nach Verlängerung durch ein Tor von Ian Ferguson und errangen zum dritten Mal nach 1926 und 1959 den Pokal in Schottland. Im Dezember 1992 erzielte Money zwei Elfmetertore gegen den FC Cowdenbeath und FC Clydebank. Bis 1996 absolvierte der Torhüter über 400 Pflichtspiele und war Liebling der Fans. Bei den Saints hält er den Clubrekord für die meisten europäischen Spiele, insgesamt acht. Er gilt als einer der besten Torhüter in der Vereinsgeschichte von St. Mirren. Im Jahr 2004 wurde er in die Hall of Fame des Vereins aufgenommen.

### Trainer
Zum Ende seiner aktiven Karriere war er unter Jimmy Bone Co-Trainer bei den Saints, bevor er den Paisley-Club verließ, um selber Cheftrainer beim FC Stranraer zu werden. In seiner Zeit bei Stranraer führte er den Verein zum Aufstieg in die 2. Liga und zum Gewinn des Scottish League Challenge Cup 1996/97. Nachdem er Stranraer im Jahr 1999 verlassen hatte, schloss er sich 2002 Ayr United an. Im Jahr 2004 wurde er durch Gordon Dalziel ersetzt. Money wechselte danach als Jugenddirektor zum FC Stenhousemuir, wo er Anfang November 2006 das Traineramt von Des McKeown übernahm. Im Jahr 2007 trat er zurück. Von 2008 bis 2009 leitete er kurzzeitig die Cumnock Juniors.